# Die Groot Vyf Valsbaai
Die Groot Vyf Valsbaai (officieel The Big Five False Bay Local Municipality; Afrikaans: Die Groot Vyf Valsbaai) is een gemeente in het Zuid-Afrikaanse district Umkhanyakude.
Die Groot Vyf Valsbaai ligt in de provincie KwaZoeloe-Natal en telt 35.258 inwoners. Het gemeentebestuur is gevestigd in Hluhluwe.

## Hoofdplaatsen
Het nationaal instituut voor de statistiek, Stats SA, deelt sinds de census 2011 deze gemeente in in 20 zogenaamde hoofdplaatsen (main place):
Bangiswa • Ezimbondweni • Giba • Hlabisa • Hluhluwe • Mahongaza • Mphakathini • Mphakathini B • Ngwenya • Njiya • Nqutsheni • Nsimane • Nyalazi • Nyathini • Qomukuphila • Sikwakwaneni • Sodwana • St. Lucia Marine Reserve • The Big Five False Bay NU • The Greater St.Lucia.